# Edifici de La Boella
|  | Per a altres significats, vegeu «mas de la Boella». |

La Boella és un edifici al centre de la ciutat de Reus (el Baix Camp) inclòs en l'Inventari del Patrimoni Arquitectònic de Catalunya com a Bé Cultural d'Interès Local.

## Arquitectura

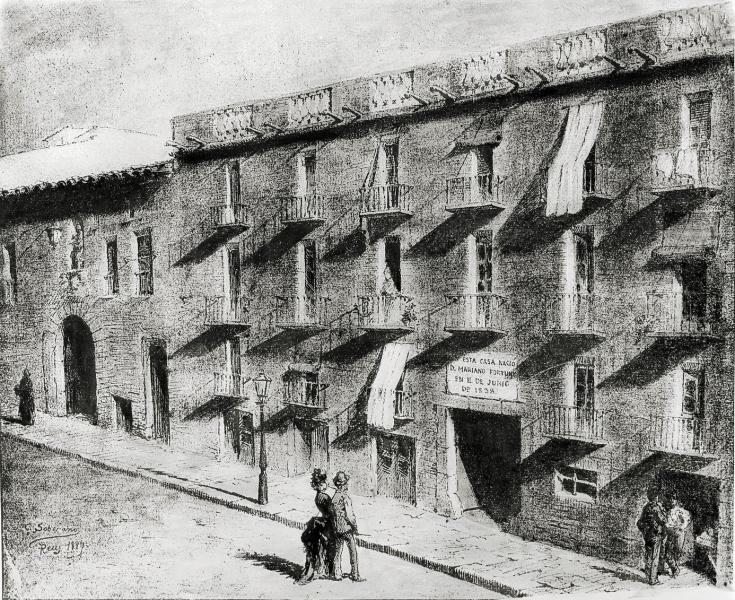
Dibuix de Càstul Soberano Roca de la Boella, casa natal de Marià Fortuny

Es un edifici entre mitgeres i de planta rectangular. Consta planta baixa, dos pisos i terrat a la catalana. La porta d'accés té una llinda horitzontal i escales descentrades. Hi ha diverses obertures de llinda amb balcó de ferro forjat que es van repetint al llarg de la façana, amb sis eixos verticals. Corona l'edifici una petita barbacana amb balustrada de balustres ceràmics. La façana és arrebossada, obra de fusta i persianes enrotllades. Damunt la porta principal hi ha una làpida de marbre amb l'escrit: "En esta casa nació D. Mariano Fortuny, en II de junio de 1838".

## Història
Aquesta casa, fins a l'any 1832 va ser propietat de la família Quer. Després, de la família Sunyer. El novembre de 1874 hi hagué un acord de l'Ajuntament per a col·locar una làpida a la casa de la Vicaria (nom que també se li donava a l'edifici), lloc de naixença de Marià Fortuny. El dia 21 de març de 1875 es col·locà la làpida. Al constituir-se el Centre d'Amics de Reus, van obrir una subscripció per a comprar l'edifici, que van restaurar i adequar, en la distribució interior, a les seves necessitats. El juny de 2008 es va restaurar la façana.